# 창 (컴퓨팅)

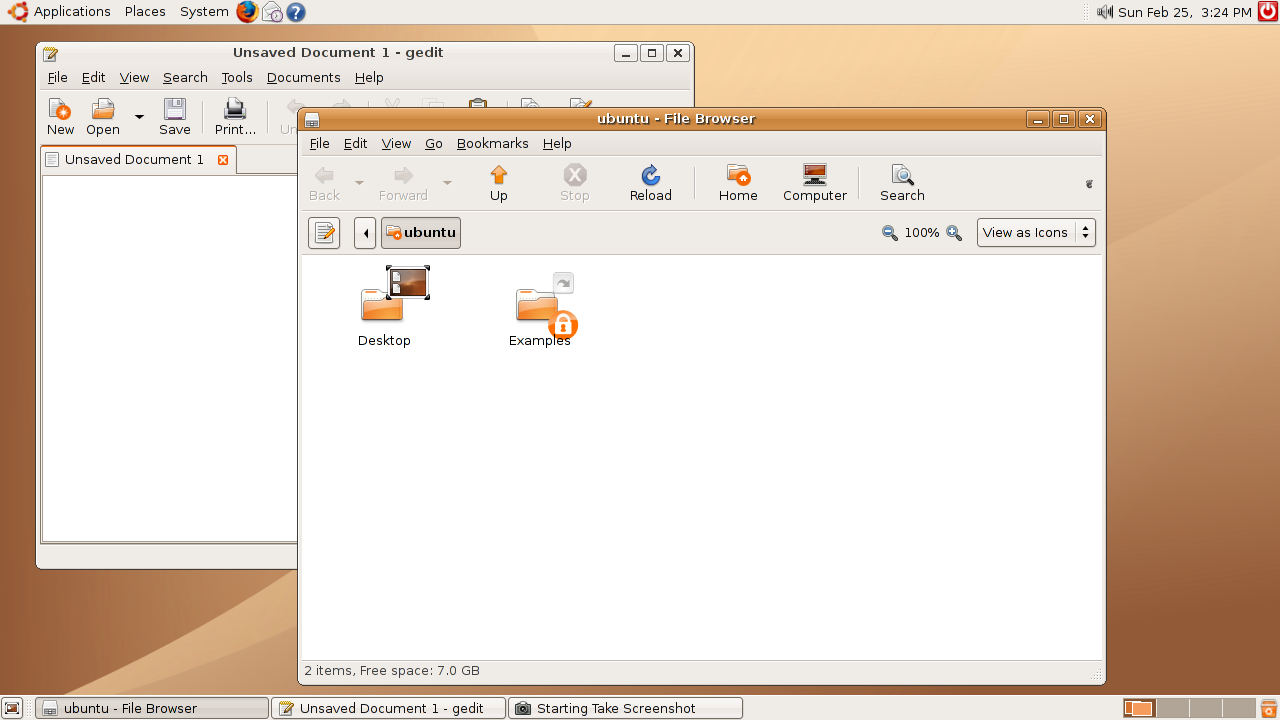
그누/리눅스의 그래픽 사용자 인터페이스의 예. 두 개의 창이 보이고 한 창이 다른 창을 가렸다.

창(窓) 또는 윈도(window)는 컴퓨팅에서 보통 사각형의 모양을 갖는 시각적인 영역이다. 여러 종류의 사용자 인터페이스를 포함하며 동시에 실행하는 수많은 컴퓨터 프로세스들 가운데 하나에 대해 입력을 허용하고 출력물을 보여준다. 창은 주로 그래픽 디스플레이와 연결되어 있으며, 여기서 창은 포인터로 쓰일 수 있다. 창을 주 변형들 가운데 하나로 사용하는 그래픽 사용자 인터페이스 (GUI)를 윈도 시스템이라고 부른다.
처음에 이 개념은 더글러스 엥겔바트 주도하에 스텐포드 연구소의 연구원들이 개발한 것이다. 이 시스템은 겹치지 않는 정렬된 창을 사용하였다. 나중에 앨런 케이의 주도하에 PARC의 제록스사 팔로 알토 연구 센터의 WIMP의 일부로 개발되었다. 이 시스템은 창을 겹치는 것을 허용하였다. 창을 겹치는 시스템은 창을 겹치지 못하는 시스템보다 더 일상화로 자리 잡기 시작하였다. 애플사의 창립자 스티브 잡스는 PARC를 방문하여 GUI의 잠재력을 보고 제록스와 인터페이스의 버전을 가꿔나가기 시작했다. 끝내 애플의 리사를 위해 독립적으로 개발하였고, 나중에 매킨토시 컴퓨터 라인에 추가되었다. 이 라인은 GUI 시장에 처음으로 성공을 가져다 주었다. 마이크로소프트사의 창립자 빌게이츠는 이러한 인터페이스의 초기 지원자였고, 마이크로소프트가 오늘날 개인용 컴퓨터 시장을 지배했던 이와 비슷한 시스템을 개발하기 앞서 처음에 잡스의 파트너로서 맥을 위한 창 기반의 응용 프로그램을 개발하는 데에 집중하였다.
창은 거의 언제나 바탕 화면 위에 정리된 두 개의 객체(종이와 책과 같은)로 그려진다. 대부분의 창은 크기를 조절하고, 움직이며, 숨기고, 원래 크기로 되돌리고, 사용자의 의지로 닫을 수 있다. 두 창이 겹칠 때, 하나는 위에 있고 다른 하나는 일부가 가려져 보이지 않는다. 그러나 텍스트 사용자 인터페이스를 사용하는 많은 프로그램들(이를테면 Emacs)은 창으로 불리는 영역을 분리하는 것을 허용하였다. 이러한 기능들을 관리하는 창 시스템의 일부를 창 관리자라고 부른다.

## OS X
OS X에서 창은 크기 변화 효과나 지니(Genie) 효과를 사용하여 독의 오른쪽으로 최소화된다. 익스포제 기능은 한 응용 프로그램에 관련된 모든 창을 한 화면에 보여 준다.

## 마이크로소프트 윈도우

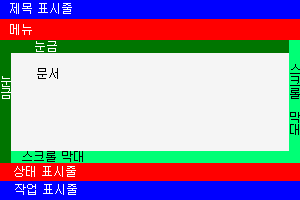

마이크로소프트 윈도우에서 최소화된 창은 화면에 가려지고 작업 표시줄 단추를 누름으로써 다시 원래 창으로 돌아오게 할 수 있다.
윈도우 XP 이후에는, 같은 창으로부터 두 개 이상의 창이 존재하면, 윈도우는 이 창들을 다른 창과 인접하게 한다. 작업 표시줄 영역 아래에서 실행되면, 팝업 메뉴를 보여 주는 한 단추에 이 창들을 (기본적으로) 그룹으로 만들어 준다. 창은 제목 표시줄을 두 번 누르거나 최대화 단추를 누르면 최대화되며 작업 표시줄을 제외한 화면의 모든 공간을 매운다. 창은 화면 맨 오른쪽 맨 위에 있는 X 단추를 누르면 닫힌다. 가장자리를 끌면 창의 크기가 바뀌며, 작업 표시줄을 끌면 창이 이동된다.

## 창의 종류
- 응용 프로그램/문서 창
- 팔레트 창
- 대화 상자
- 최상위 창 - 언제나 맨 위에 놓이게 하는 창
- 특별한 경우 (이를테면 대시보드 창)

## 참조
1. ↑  Reimer, Jeremy (2005). “A History of the GUI (Part 3)”. Ars Technica. 2009년 9월 14일에 확인함.

## 같이 보기
- 그래픽 사용자 인터페이스